# Ампілогова Ніна Андріївна
Ніна Андріївна Ампілогова (16 вересня 1936–1999) — доярка колгоспу «Лиманський» Щербинівського району Краснодарського краю Герой Соціалістичної Праці (08.04.1971).

## Біографія
Народилася 16 вересня 1936 року в селі Єйське Укріплення Щербинівського району Краснодарського краю в селянській родині. Росіянка..
Ще в період навчання в школі допомагала матері в роботі на тваринницькій фермі, а після її смерті зайняла її місце в 1955 році і незабаром вийшла в передові доярки колгоспу «Лиманський».
При плані 1 тисячі кілограмів молока надоювала по 1200 кілограмів від кожної закріпленої корови. За підсумками роботи в 7-й п'ятирічці (1966—1970) надої в її групі склали 16,7 кг молока від кожної корови за рік..
Указом Президії Верховної Ради СРСР від 8 квітня 1971 року Ампілоговій Ніні Андріївні — доярці колгоспу «Лиманський» Щербинівського району Краснодарського краю, за видатні успіхи, досягнуті в розвитку сільськогосподарського виробництва і виконання п'ятирічного плану продажу державі продуктів землеробства і тваринництва присвоєно звання Героя Соціалістичної Праці з врученням ордена Леніна і золотої медалі «Серп і Молот»..
Неодноразово брала участь у Виставці досягнень народного господарства (ВДНГ) СРСР.
Звання Заслужений працівник сільського господарства Кубані присвоєно Постановою Глави адміністрації Краснодарського краю від 09.01.1996 N 8 "Про присвоєння почесного звання «Заслужений працівник сільського господарства Кубані».
Обиралася депутатом Щербинівської районної Ради, членом Краснодарського крайкому КПРС і делегатом XXV з'їзду партії (1976)..
Проживала у рідному селі Єйське Укріплення, померла в 1999 році.

## Нагороди
- Золота медаль «Серп і Молот» (1.08.1971);
- Орден Леніна (1.08.1971).
- Орден Трудового Червоного Прапора(10.03.1976)
- Орден «Знак Пошани» (22.03.1966)
- Медаль «За трудову доблесть»
- Медаль «В ознаменування 100-річчя з дня народження Володимира Ілліча Леніна» (6 квітня 1970)
- срібна медаль ВДНГ СРСР (1973)

## Пам'ять
- На могилі Героя встановлено надгробний пам'ятник.
- Виборчій дільниці № 57-13, розташованій за адресою Краснодарський край, Щербинівський район, село Єйське Укріплення, вул. Рад, 2 присвоєно статус іменного — імені Ампілогової Ніни Андріївни.